# لقنة (غيل بن يمين)
'

تعديل مصدري - تعديل

لقنة هي إحدى قرى عزلة غيل بن يمين بمديرية غيل بن يمين التابعة لمحافظة حضرموت، بلغ تعداد سكانها 943 نسمة حسب تعداد اليمن لعام 2004.